# تیم ملی هاکی روی چمن زنان ایران
تیم ملی هاکی روی چمن (چمنی) زنان ایران یک تیم بین‌المللی هاکی چمنی است که از طرف ایران در مسابقات بین‌المللی شرکت می‌کند. تیم هاکی روی چمن بانوان در ایران در سال ۲۰۲۳ راه‌اندازی شده است.

## تاریخچه
هاکی به‌طور کل ورزش محبوبی در ایران نبود. اولین حضور مردان ایران هم در بازی‌های آسیایی ۱۹۷۴ تهران بود. در آن زمان مسابقات هاکی زنان در سطح آسیا فعال نبود. با انقلاب ۵۷ تا سال‌ها فعالیت ورزش زنان در ایران متوقف بود. پس از آن از اوایل دهه ۱۳۸۰ فعالیت هاکی زنان در ایران آغاز شد ولی در دوران ۱۵ ساله بهرام شفیع فعالیت‌ها اغلب در هاکی سالنی (هم مردان و هم زنان) بود. پس از ۱۶ سال تعطیلی و در زمان بهرام قدیمی فعالیت هاکی چمنی زنان ایران در سال ۱۴۰۰ از سر گرفته شد. اولین اعزام و رقابت رسمی تیم ملی هاکی چمنی زنان ایران در مرداد و شهریور ۱۴۰۲ بود. ابتدا ۵ برد در ۵ بازی دوستانه برابر عمان و به فاصله چند روز حضور در اولین دوره رقابت‌های انتخابی اولین دوره جام جهانی هاکی چمنی ۵ نفره در همین عمان بود که با دو برد و چهار شکست در بین ده تیم به مقام نهم رسید.

## مسابقات

### ۷ نفره
اولین بار در آسیا کاپ ۲۰۲۳ شرکت خواهد کرد.

### ۵ نفره
اولین بار در شهریور ۱۴۰۲ در مقدماتی جهانی شرکت کرد و با دو برد و چهار باخت نهم شد. بعد از ۵ بازی دوستانه با عمان و به دلیل سطح کیفی تصمیم بر عدم حضور در مسابقات انتخابی جهانی بود ولی در نهایت در این رقابت شرکت کرد.
- ایران ۳–۸ تایوان
- ایران ۲–۹ هنگ کنگ
- ایران ۳–۹ بنگلادش
- ایران ۳–۱۰ اندونزی
- ایران ۴–۱ عمان
- ایران ۶–۱ عمان

دو برد و چهار باخت و ۲۱ گل زده و ۳۸ گل خورده
تیم هاکی روی چمن امید بانوان کشورمان در اولین حضور خود در رقابت‌های قهرمانی آسیا، با کسب ۲ پیروزی از ۶ رقابت به کار خود پایان داد. تیم ملی کشورمان که با میانگین رده سنی زیر ۲۰ سال و با کاپیتان ۲۶ ساله خود در این رقابت‌ها شرکت کرده بود، با کسب ۲ پیروزی از ۶ مسابقه جایگاه نهم رقابت‌ها را از آن خود کرد و برای نخستین بار در تاریخ در رنکینگ قرار گرفت. در این رقابت‌ها المیرا پوپاش در ۲ بازی برترین بازیکن زمین و خانم فائزه پشتدار نیز در ۲ رقابت برترین دروازبان زمین انتخاب شدند. هدف استفاده از بازیکنان جوان در این رقابت‌ها، پشتوانه سازی تیم ملی در آینده و همچنین حضور قدرتمند در رقابت‌های کاپ آسیا است که در آبان ماه برگزار خواهد شد.

### دوستانه
در تاریخ ۲۶ مرداد ۱۴۰۲ اولین دیدار ملی تاریخ هاکی چمنی ایران (در بخش ۵ نفره) یک بازی دوستانه با عمان بود که با برتری ۴ بر ۱ ایران به پایان رسید. گل‌های تیم ایران در این مسابقه را پانیا عباسی (۳ گل) و المیرا پوپاش (یک گل) به ثمر رساندند. این اولین گل‌های ملی ایران بود. در ۲۷ مرداد ۱۴۰۲ هم در دومین بازی ۴ بر صفر عمان را شکست داد. گل‌های تیم ملی را در مسابقه دوم ترانه سلیمانی، زهرا رضازاد، المیرا پوپاش و فاطمه مولایی به ثمر رساندند. در سومین بازی دوستانه در ۲۹ مرداد ۱۴۰۲ هم ۱۰ بر ۲ عمان را شکست داد.
- ایران ۴–۱ عمان
- ایران ۴–۰ عمان
- ایران ۱۰–۲ عمان
- ایران؟ عمان
- ایران ۷–۵ عمان

۵ برد و ۲۵ گل زده و ۸ گل خورده

## بازیکنان

### اولین تیم ملی
بازیکنان:
1. زهرا رشیدیان
2. حنانه شفیعی
3. ترانه سلیمانی
4. فائزه پشتدار
5. المیرا پوپاش
6. فاطمه بابازاده
7. فاطمه مولایی
8. پانیا عباسی
9. زهرا رضازاد
10. فاطمه قادری

کادر:
1. مریم کریمی - مربی
2. سمیرا یادگاری-مربی
3. زینب ترک شوند-مربی

ویزای سرمربی چینی - آمریکایی تیم ملی بانوان، خانم جون کنت ول صادر نگردید و ایشان در این اعزام تیم ملی را همراهی نکرد.